# Анан (Горња Гарона)
Анан (фр. Anan) насеље је и општина у јужној Француској у региону Миди Пирене, у департману Горња Гарона која припада префектури Сен Годан.
По подацима из 2011. године у општини је живело 222 становника, а густина насељености је износила 16,53 становника/km². Општина се простире на површини од 13,43 km². Налази се на средњој надморској висини од 210 метара (максималној 327 m, а минималној 199 m).

## Демографија
| 1962. | 1968. | 1975. | 1982. | 1990. | 1999. | 2011. |
| ----- | ----- | ----- | ----- | ----- | ----- | ----- |
| 232   | 270   | 261   | 244   | 238   | 230   | 222   |

График промене броја становника у току последњих година